# New African Sports, Soul Café Club No 1
    Artikelns titel kan av tekniska skäl inte återges korrekt. Den korrekta titeln är New African Sports, Soul Café Club No #1. 
New African Sports, Soul Café Club No #1 är Daniel Gilberts debutalbum som soloartist, utgivet 2009. Första singeln var The Damned Citylights som släpptes digitalt. Albumet släpptes både som CD och LP.

## Låtlista
| Nr  | Titel                 | Längd | Notering                     |
| --- | --------------------- | ----- | ---------------------------- |
| 1.  | Maelstrom             | 3.50  |                              |
| 2.  | Bones                 | 3.29  |                              |
| 3.  | The Damned Citylights | 4.04  | Även digital singel          |
| 4.  | Borderline            | 3.43  |                              |
| 5.  | Heartbreaker          | 5.23  |                              |
| 6.  | A Heart               | 3.51  |                              |
| 7.  | One Winged Angel      | 3.40  |                              |
| 8.  | It Always Ends Up Dry | 3.59  | Tillsammans med Jenny Silver |
| 9.  | The Wait              | 3.24  |                              |
| 10. | Dark Indeed           | 4.04  |                              |

## Listplaceringar
| Lista (2010) | Topplacering |
| ------------ | ------------ |
| Sverige      | 40           |